# Наші знайомі
«Наші знайомі» (рос. «Наши знакомые») — радянський чорно-білий художній фільм 1968 року, знятий на Кіностудії ім. М. Горького. Кіноповість за однойменним романом Юрія Германа. 

## Сюжет
Ленінград, 1925 рік. Після смерті батька Антоніні Старосєльській досить складно знайти роботу. Невеселе життя — причина для хвороб. Моряк торгового флоту піклується про хвору Тоні. Після одруження його заарештовують за контрабанду, і турбота про Тоню перекладається на сусіда, який час від часу її б'є. Випадкова зустріч з будівельниками житлового масиву пробуджує бажання бути ближче до людей, стати комусь необхідною — і Тоня приходить на будівництво…

## У ролях
- Наталія Тенякова — Антоніна Старосєльська
- Кирило Лавров — Леонід Скворцов, чоловік-контрабандист
- Іван Лапиков — Пал Палич, сусід Скворцова, офіціант
- Леонід Неведомський — Іван Миколайович Сидоров
- Олена Козелькова — Женя Сидорова
- Ігор Лєдогоров — Олексій, слідчий
- Сергій Плотников — Микола Терентійович Вишняков, кухар
- Всеволод Кузнецов — Щупак, начальник постачання
- Ігор Владимиров — Аркадій Йосипович, актор
- Владислав Стржельчик — Борис Сергійович Капіліцин, архітектор
- Георгій Бурков — контрабандист
- Олена Корольова — Рая Звєрєва, подруга Антоніни
- Володимир Кашпур — Ярофеїч, немолодий робітник
- Юхим Копелян — Л. Л. Дорн, лікар
- Борис Никифоров — сусід Антоніни
- Роман Фурман — Федя
- Валентина Ананьїна — Катя
- Олег Басілашвілі — керівник самодіяльності
- Валентина Бєляєва — Ганна, дружина Аркадія Йосиповича
- Лев Вайнштейн — робочий
- Павло Говоров — Костя
- І. Гордон — епізод
- Вадим Захарченко — господар перукарні
- Сергій Карнович-Валуа — господар ресторану
- Костянтин Кунтишев — епізод
- Лідія Константинова — епізод
- Іван Кузнецов — татарин-лахмітник
- Степан Крилов — працівник зоопарку
- Еммануїл Левін — епізод
- Микола Парфьонов — співробітник міліції
- Геннадій Петров — епізод
- З. Трепоухова — епізод
- Бруно Фрейндліх — працівник служби зайнятості
- Юрій Чекулаєв — клієнт перукарні
- Георгій Штиль — спекулянт, торговець оліфою
- Аркадій Цінман — Еммануїл Якович, перукар
- Анатолій Столбов — торговець на товкучці
- Володимир Удалов — міліціонер
- Клавдія Козльонкова — член комісії
- Віра Титова — торговка беляшами на товкучці
- Лариса Матвеєнко — епізод

## Знімальна група
- Режисер-постановник — Ілля Гурін
- Сценаристи — Юрій Герман, Ілля Гурін
- Оператори-постановники — Валерій Гінзбург, Євген Давидов
- Композитор — Марк Фрадкін
- Художник-постановник — Микола Усачов